# Sonatrach
Sonatrach (Société Nationale pour la Recherche, la Production, le Transport, la Transformation, et la Commercialisation des Hydrocarbures s.p.a.) är ett statsägt algeriskt olje- och gasföretag. Det är med en omsättning på 67,63 miljarder USA-dollar Afrikas överlägset största företag. Det grundades 31 december 1963 genom ett statligt dekret.